# Henrik VII av England
Henrik VII eller Henrik Tudor (engelska: Henry VII), född 28 januari 1457 på Pembroke Castle, död 21 april 1509 på Richmond Palace, var kung av England från 22 augusti 1485 till sin död. Han var den förste monarken av huset Tudor, och sin rätt till tronen hävdade han genom sin härkomst från huset Lancaster. Han övertog kronan genom att besegra Rikard III i slaget vid Bosworth Field, och förenade sedan ätterna Lancaster och York genom att gifta sig med Elisabet av York vilket blev slutet för Rosornas krig.
Den första perioden av hans styre kantades av flera försök att ta över tronen från honom. Lambert Simnel utgav sig för att vara Edvard, earl av Warwick men besegrades i slaget vid Stoke. Perkin Warbeck utgav sig för att vara Rikard, hertig av York och försökte med hjälp av Jakob IV av Skottland invadera England, men gav upp när kungen lovade att skona hans liv om han gjorde så, även om han senare avrättades. Edmund de la Pole försökte störta Henrik med hjälp av Maximilian I, men detta hejdades när ärkehertig Filip I tvingade Edmund till England, där han sju år senare avrättades.
Henrik VII förbättrade den engelska ekonomin, stärkte kronans makt, tämjde aristokratin, och lyckades genom avtal få till speciella privilegier för engelska köpmän. Han försökte upprätthålla freden, och skapa ett ekonomiskt välstånd. När han dog hade han en personlig förmögenhet på nästan två miljoner pund. Trots att hans fru hade fött sju barn, överlevde bara tre sina föräldrar. Ett av dessa var Henrik VIII av England, sedermera Henrik VII:s arvtagare. Henrik VII dog i Richmond Palace till följd av tuberkulos. Under sina sista år hade han blivit en enstöring, och slutade aldrig att sörja sin avlidna hustru.

## Barndom och uppväxt

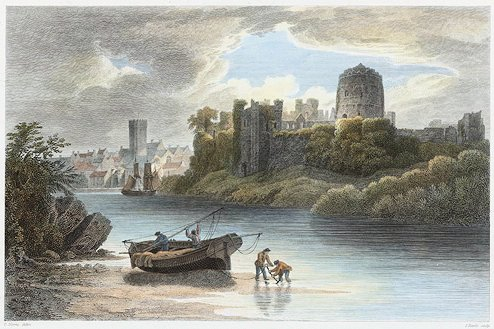
Pembroke castle

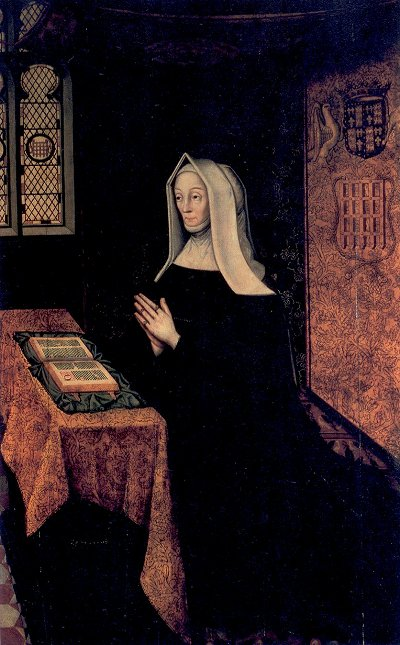
Henrik VII:s mor Margaret Beaufort ber en bön. I baldakinen ovanför och runt henne syns Tudorrosen, vapenskölden och Beauforts fällgaller.

Henrik Tudor föddes den 28 januari 1457 i Pembroke, Wales, dit hans mor fördes av Jasper Tudor. Henrik var Edmund Tudor, earl av Richmonds postuma och enda son. Edmund Tudor tillfångatogs av yorkbor 1456 och dog som fånge i Carmarthen Castle. Henriks mor, Margareta Beaufort, var vid Edmunds död endast 13 år gammal.
1461 föll dock Pembroke till Yorkanhängarna i och med Edvard IV av Englands övertagande av kronan. William Herbert utsågs till förmyndare för Margareta och Henrik, varefter Jasper Tudor flydde landet. Henrik separerades från sin mor, som gifte sig med en riddare från huset Lancaster, Henry Stafford. Henrik fick en god utbildning och var menad att gifta sig med Herberts dotter. Herbert avrättades dock när Henrik var tolv år gammal. När Henrik VI fick tillbaka tronen påföljande år kunde Jasper återvända från sin exil. Henrik VI dog dock året därefter, och Henrik Tudor blev den rättmätiga övertagaren av huset Lancasters anspråk på tronen. Edvard IV tog tillbaka tronen 1471, och det var då inte längre säkert för Henrik att stanna med Jasper i landet.

### Exil i Frankrike
Henrik gick då i exil i nordvästra Frankrike och växte under 14 år upp i landsflykt i Bretagne efter att ha flytt från de yorkiska kungarna. Då han begått förräderi genom att delta i Buckinghamupproret, och 1485 begick ytterligare ett brott genom att samla en armé mot kungen, visste han att om han upptäcktes i England, utan att ha avsatt kungen först, skulle han dödas. Han hade ett långt och smalt ansikte, gråglimrande och kvicka ögon, reguljära ansiktsdrag, och blont hår. Han var medellång, välproportionerligt byggd samt med en röd förhårdnad på kinden.
Från fadern ärvde Henrik titeln earl av Richmond, från modern sina anspråk på Englands tron som överhuvud för huset Lancaster. Hans mor, Margareta Beaufort, var den sista av släkten Beaufort. Hon var ättling till kung Edvard III genom Johan av Gent och Katherine Swynford. På faderns sida var Henriks anspråk på tronen svagt. Hans farmor var Katarina av Valois. Katarina hade varit gift med Henrik V till hans död, och hon gifte sig därefter med Owen Tudor. Genom Johan av Gent var han vid prins Edvards och Henrik VI:s död möjlig tronpretendent från huset Lancaster. Därigenom var han ett potentiellt hot mot Yorkregimen, och Edvard IV försökte flera gånger att få honom i sin makt.

## Vägen mot tronen
I och med att Rikard III tog över tronen i juni 1483 blev många yorkanhängare ur adelsståndet uppretade. Rykten om att Edvard V och hans bror hade mördats av Rikard, som av många betraktades som en usurpator, förde Henrik närmare tronen. Tidigare samma år hade Henry Stafford, 2:e hertig av Buckingham startat ett uppror till förmån för Henriks tronanspråk. Detta undertrycktes dock. Henrik svor en högtidlig ed i katedralen i Rennes vid jul 1483 att när han blev Englands kung skulle han gifta sig med Elizabeth av York, arvtagare till huset Yorks tronanspråk.

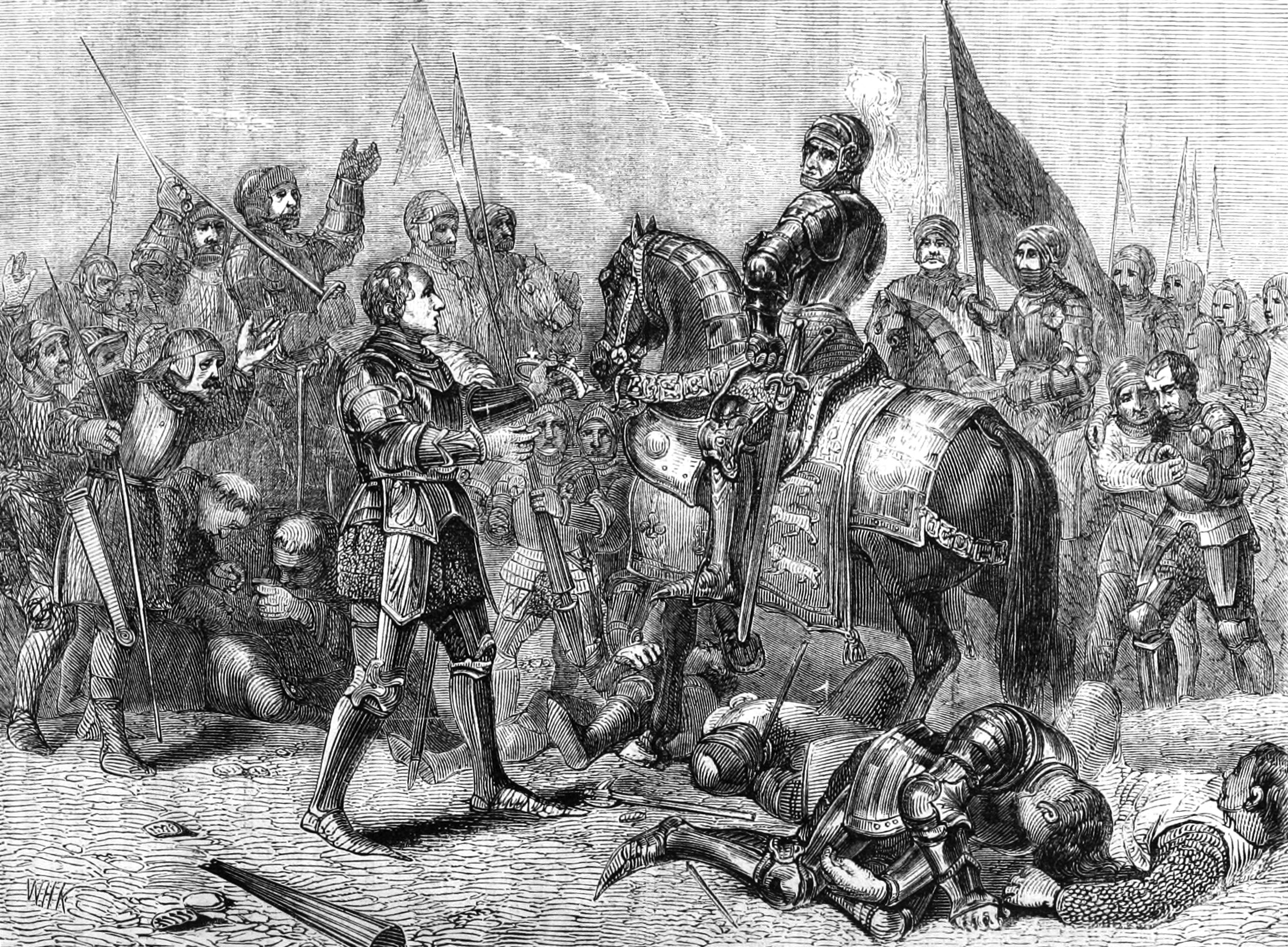
Thomas Stanley, 1:a earl av Derby lämnar över Rikard III:s krona till Henrik Tudor efter att han besegrat Rikard i slaget vid Bosworth Field.

### Slaget vid Bosworth Field
Efter att han fått stöd från den tidigare yorkiske kungen Edward IV:s ingifta släktingar begav Henrik sig mot England. Han korsade Engelska kanalen, och lämnade Harfleur i Frankrike 1 augusti 1485 och landsteg i Milford Haven, Pembrokeshire, Wales den 7 augusti. Wales hade traditionellt varit ett yorkiskt fäste och Henrik fick stöd då han härstammade i rakt led, genom fadern, från Rhys ap Gruffydd. På flera ställen i Wales deserterade eller övervanns walesiska ledare som anslöt sig till armén. Den 15 eller 16 augusti passerade han den engelska gränsen och for norrut via Shrewsbury, Stafford och Tamworth tills han med sina ungefär 5 000 man starka lancastriska trupper mötte och besegrade de 10 000 yorkisterna under Rikard III i Slaget vid Bosworth Field 1485, det sista av tretton slag mellan York och Lancaster, där flera av Rikards nyckelallierade bytte sida eller deserterade från slagfältet. Rikard själv omringades av ryttare och föll av hästen, varpå han dog. Detta slag avgjorde det långdragna Rosornas krig mellan de båda ätterna. Tronen erhöll Henrik den 22 augusti 1485, och detta inledde huset Tudors regeringstid samt i förlängningen den rad av regenter som fortfarande är regenter i England.

### Henrik VII blir kung
Jämfört med stridens utgång var Henriks svaga anspråk på tronen av liten betydelse. Genom att besegra den rådande kungen var han de facto ny kung. Han kröntes den sista oktober, i Westminster Abbey. Åtta dagar senare sammankallades parlamentet för att hälsa honom som en ny Josua, sänd att rädda sitt folk från tyranni. En lag skrevs i all hast som klargjorde att Henrik och hans arvtagare hade fått kronan genom rättmätigt arv. Påven Innocentius VIII hotade därefter alla som utmanade hans legitima kungadöme med bannlysning ur kyrkan. 18 januari 1486 i Westminster Abbey gifte han sig med den åtta år yngre Elizabeth av York, dotter och arvtagare till Edvard IV. Detta enande mellan de båda husen Lancaster och York gav honom ännu större anspråk på tronen genom Elizabeths härkomst. Elizabeth hade dock ingen större politisk roll som Henriks fru; till hennes motsats var hennes mor Elizabeth Woodville en "bakslug kvinna", och Henrik misstänkte att hon hade varit i allians med de yorkistiska konspiratörerna år 1486, så han övertalade henne att dra sig tillbaka till Bermondsey Abbey, ett kloster.

### Tronpretendenter
Det fanns några få andra som gjorde anspråk på tronen och som lyckats överleva det långa inbördeskriget. Främst var detta yorkisterna. De var oroade över att Henrik VII skulle återkräva den makt och de landområden som Edvard IV hade gett dem.
Henrik skonade Rikard III:s utsedde arvtagare, John de la Pole, earl av Lincoln. Detta skulle han komma att ångra två år senare då Lincoln revolterade och tillsammans med Francis Lovell försökte få en bedragare, Lambert Simnel, utropad till kung i Henriks ställe för att återföra styret till huset York och den vita rosen. Simnel hade saluförts som "Edvard VI" och låtsats vara den unge Edvard, earl av Warwick som fortfarande var inspärrad i Towern, men som enligt rykten hade flytt därifrån. 1487 landade rebellerna i Lancashire och begav sig mot England. I slaget vid Stoke den 16 juni 1487 besegrades dock rebellerna; Lincoln dödades, Lovell drunknade och Simnel flydde. Simnels liv skonades dock oväntat och han blev kunglig tjänare i köket  och därefter kunglig falkenerare.

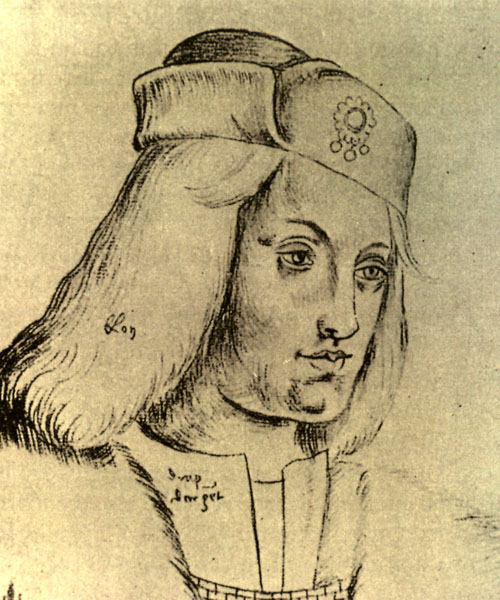
Perkin Warbeck.

Margareta av Burgund ville dock se till att Henrik VII:s styre skakades om litet. Hon spred ut ett rykte att Rikard, hertig av York, Edvard IV:s son, hade flytt undan sin farbror Rikard III och frigivits av lönnmördarna som hade sänts till honom. Detta rykte mottogs väl av folket och de väntade på denne nya arvtagares intåg. Hon letade upp en person som skulle kunna föreställa hertigen själv och hittade Perkin Warbeck (född 1474), som låtsades vara Rikard, hertig av York, den yngre av de båda prinsarna i Towern. Warbeck skulle komma att plåga Henrik under sex års tid. Han sändes till Flandern och när ryktet nådde England att hertigen av York var vid liv i Flandern och hade erkänts av Margareta av Burgund började höga män vända ögonen åt hans håll. När Henrik fick reda på detta började han försäkra sig om att Rikard, hertig av York, verkligen var död. Detta var dock omöjligt att bevisa, eftersom kropparna inte kunde finnas. Henrik lyckades med hjälp av spioner spåra Warbecks stamtavla och publicerade detta omedelbart officiellt. Detta, samt att Henrik hade börjat avrätta folk som var delaktiga i affären, gjorde att Warbeck kände sig tvungen att göra ett snabbt drag. Han styrde mot Deal i Kent medan Henrik befann sig i norra England. Där fann han dock inget stöd, emedan folket var rädda efter Henriks avrättningar.
Då återvände Warbeck till Flandern. 1495 försökte han att göra som Simnel, att krönas i Irland. Detta lyckades dock inte och han åkte då istället mot Skottland. Med hjälp av skottar och Jakob IV av Skottland invaderade Warbeck England och hoppades att yorkanhängare skulle hjälpa till. Detta blev dock inte en framgång och en snabb reträtt gjordes. Efter att ha irrat runt ett tag hade han samlat trupper på 7 000 män, men Henrik drev igenom en ny lag med tung beskattning på krigföring och det fanns därmed ont om pengar till mat och andra förnödenheter. När Henrik lovade att skona hans liv om han begav sig till kungen, så gjorde han så. Han flydde dock efter ett tag och när han återigen infångades, dömdes han till döden. Warbeck avrättades i galgen vid Tyburn 28 november 1499.
Ytterligare problem uppstod i och med Edmund de la Pole, hertig av Suffolk, som plockade upp den yorkistiska stridshandsken och sökt hjälp av Maximilian I av Tyskland. 1506 lyckades Henrik tvinga ärkehertig Filip I av Kastilien, Maximilian I:s son, att sända honom tillbaka till England. "Englands vita ros" satt därefter fängslad i Towern tills han sju år senare avrättades av Henrik VIII.

## Giftermål, barn och arvtagare
Redan 1489 planerade Henrik att hans son Arthur, prins av Wales, skulle trolovas med Katarina av Aragonien, dotter till Ferdinand och Isabella av Spanien. Ett giftermålsavtal skrevs och Katarina lämnade Spanien för gott och landade i Plymouth i oktober 1501. Hon och Arthur gifte sig i Sankt Pauls-katedralen, men 1502 dog Arthur. Henrik ville inte att de politiska och ekonomiska fördelar som äktenskapet mellan hans äldste son och Katarina av Aragonien fört med sig skulle gå om intet, så han ordnade en påvlig dispens så att hans yngre son kunde gifta sig med änkan, något som vanligtvis inte tilläts inom den romersk-katolska kyrkan då man betraktade äktenskapet med brodern som att släktskap etablerats. Henrik fick denna dispens från påve Julius II, men tvekade och lät inte det nya äktenskapet äga rum under sin livstid. Även om han själv hade halvhjärtade planer att gifta om sig och få fler arvingar, blev det inget med detta.
Henriks äldsta dotter Margareta gifte sig först med Jakob IV av Skottland, och deras son blev Jakob V av Skottland, vars dotter blev Maria I, drottning av Skottland. Genom detta äktenskap ville Henrik bryta den gamla alliansen mellan Skottland och Frankrike. Margaretas andra äktenskap var med Archibald Douglas, 6:e earl av Angus. Deras barnbarn Henry Stuart, Lord Darnley gifte sig med Maria Stuart. Deras son Jakob VI av Skottland ärvde Englands tron efter Elisabet I:s död som Jakob I av England. Detta skulle senare komma att inleda huset Stuarts regeringstid. Henrik VII:s andra överlevande dotter Maria Tudor gifte sig först med Ludvig XII av Frankrike och sedan med Charles Brandon, hertig av Suffolk. Deras dotter Frances gifte sig med Henry Grey och bland hennes barn fanns Jane Grey, i vars namn föräldrarna och släktingarna försökte överta kronan efter Edvard VI av Englands död.
Före sin död började Henrik VII vackla i sitt beslut rörande Katarina och Henrik – han försökte förmå sin son att avstå från Katarina på grunderna att äktenskapsplanerna hade ingåtts utan sonens kännedom och godkännande. Det gick till och med rykten i Spanien om att Henrik VII, som nyss hade blivit änkeman då Elizabeth av York dog i februari 1503, hade planer på att gifta sig med sin svärdotter Katarina, ett rykte som dock förmodligen var grundlöst. Katarina stannade kvar i England även om hennes framtid hängde i luften. I oktober 1504 dog Katarinas mor Isabella. 1505 skulle Henrik, prins av Wales, fylla fjorton år och det var vid den tiden som bröllopet mellan Katarina och honom skulle äga rum. Emellertid stuvade Henrik VII av England om i förordningarna, upplöste trolovningsfördraget mellan de båda, ämnade viga sin son vid Karl V:s syster Eleonora av Österrike och själv gifta sig med Margareta av Österrike, Karl V:s faster. Den 27 juni 1505, dagen innan Henrik, prins av Wales fjortonårsdag, upplöstes trolovningen mellan Henrik och Katarina.
I och med Windsorfördraget som undertecknades den 31 januari 1506 mellan Filip I och Henrik VII skulle England hjälpa Filip I mot Aragonien, med våld om så krävdes. Henrik skulle därigenom få gifta sig med Margareta av Österrike och om allt gick som det skulle, Henrik, prins av Wales, med Eleonora. 1506 dog Filip I, och Johannas psykiska hälsa blev allt sämre. Henrik VII, som ej gifte sig med Margareta av Österrike, var ledig, och han försökte gifta sig med Johanna istället. Det blev dock aldrig något mera giftermål till stånd under Henrik VII:s regeringstid. Då han avled 1509 efterträddes han av sin andre son, Henrik VIII, som sedermera gifte sig med Katarina av Aragonien.

### Barn
Kronologisk ordning
1. Arthur, prins av Wales (20 september 1486 – 2 april 1502).
2. Margareta Tudor (28 november 1489 – 18 oktober 1541).
3. Henrik VIII av England (20 juni 1491 – 28 januari 1547).
4. Elizabeth Tudor (2 juli 1492 – 14 september 1495).
5. Maria Tudor (18 mars 1496 – 25 juni 1533).
6. Edmund Tudor, hertig av Somerset (21 februari 1499 – 19 juni 1500).
7. Edward Tudor. Osäkert. Födelse- och dödsdatum okända. Kan ha varit ett felaktigt namn för Edmund Tudor, hertig av Somerset (se ovan).
8. Katherine Tudor (född och död 2 februari 1503). Elizabeth dog av sviterna efter förlossningen.[19]

## Henrik VII som kung
Huvudsakligen fanns det tre olika saker som Henrik tillsammans utnyttjade för att säkra sin ställning och skapa fred; domstolarna, ekonomipolitik och hans giftermål med Elizabeth av York. Han försökte centralisera regeringen. Han upprättade stjärnkammaren där man hade domstolsförhandlingarna. Fredsdomare används för att hålla lugn på lokal nivå. Hans centralisering och styre med betoning på lagen medförde att kungamakten respekterades och att den politiska skiljelinje som tidigare hade märkts mellan nord och syd upplöstes.
För att göra walesarna till en stolt del av Tudordynastin sändes Arthur, prins av Wales att bosätta sig i Ludlow. Henrik hade blivit en rakt igenom "engelsk" kung. Han var inte så nyskapande – istället byggde han på de grunder som yorkisterna hade experimenterat fram inom autokratin, effektivt styre, och det fanns mycket kontinuitet i båda regimernas tjänare. Men även om han inte skapade en "ny monarki" i England stärkte han kronans makt och lyckades att tämja den stora aristokratin så att hans skrivelser spreds genom hela riket. Han hade föresatt sig att främst lita till sig själv, och reviderade själv räkenskaperna. Han var intresserad av handel, speciellt med Nederländerna. Genom sina avtal lyckades han säkra speciella privilegier för engelska affärsmän. Han kom överens med Frankrike, och formade allianser med Spanien genom att gifta bort sin äldste son, Arthur Tudor, med Katarina av Aragonien, samt med Skottland, genom att gifta bort sin dotter Margareta med Jakob IV av Skottland och slutligen med Tysk-romerska riket, under kejsar Maximilian I.
Henrik var en monark som var försiktig med skattemedlen och återställde kronans rikedomar genom att introducera effektiva skattemetoder, som även kuvade baronerna genom höga skatter. Han var också ivrig att tjäna pengar. Lagar skapades för att öka den statliga ekonomin och man effektiviserade skatteindrivandet (två välkända skatteindrivare var Richard Empson och Edmund Dudley). Vid ett tillfälle bad han parlamentet om pengar för att föra krig mot Frankrike, vilket han fick. Senare mottog han pengar av Frankrike för att inte föra krig mot dem, vilket resulterade i inkomst från båda hållen.
Henriks linje var både att upprätthålla fred och att skapa ekonomiskt välstånd, något som han delvis lyckades med. Han var inte en militärisk man och hade inget intresse av att försöka erövra de områden i Frankrike som hade gått förlorade under sina föregångares regeringstid. Han skrev under fördrag med Frankrike som både direkt och indirekt gav pengar i Englands kassakistor. Han hade stöttats både militärt och finansiellt av den franska kronan eller dess vasaller under den tid han var tronpretendent. För att stärka sin position subventionerade han skeppsbyggnad, vilket såväl stärkte flottan som renderade förbättrade handelsmöjligheter. Vid sin död hade han samlat ihop en personlig förmögenhet på omkring två miljoner pund; varvid hans son dock lyckades göra sig av med pengarna under kortare tid än det hade tagit fadern att samla ihop dem. Henrik VII stöddes av sin rådgivare ärkebiskop John Morton, som är ihågkommen för ”Mortons gaffel” (vars två spett var att de som tidigare hade betalat lite i skatt således nu var i stånd att betala mer, och att de som betalat mycket enligt samma logik uppenbarligen hade råd att betala ännu mer) som var en moment 22-metod för att få adeln att betala de ökade skatterna. Henriks regering kom att bidra betydligt till kronans makt och monarkens autokrata ställning.

## Sorg och död

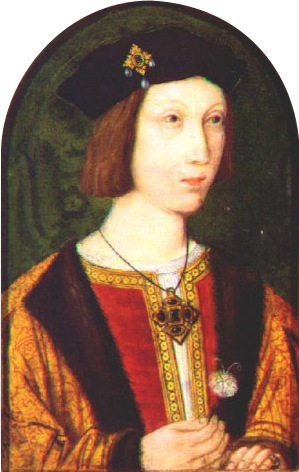
Arthur, prins av Wales.

Henrik fick med sin fru Elizabeth sju barn; tre söner och fyra döttrar. Av dessa dog dock alla utom deras andre son (Henrik VIII) samt deras första och tredje dotter före sina föräldrar. Henrik var trofast sin fru, och även om deras giftermål hade baserats på politiska förhållanden och inte kärlek, så kom de med tiden varandra närmre. Detta visades bland annat genom det sätt på vilket han tröstade henne när deras äldsta barn och tillika arvtagare, den nygifte Arthur, dog i en epidemi på Ludlow Castle 1502. När Henriks fru Elizabeth året därpå dog i barnsäng, försattes Henrik i djup sorg och blev närmast att betrakta som en enstöring.
| ”                                                                                     | Adieu min egen, käraste make, min ädle herre Den trogna kärlek som oss båda I äktenskap och harmonisk samlevnad bevarat Lämnar jag nu i dina händer allena att skänkas dina barn och mina; Intill denna stund du fader var, men hädanefter måste du Även moderns roll anamma, ty här jag vilar nu. | „ |
| – Elegi skriven av Thomas More i vilken den döende drottningen skriver till sin make. | |   |

Henrik VII blev tidigt ”gammal”, men instruerade sin son Henrik hur ett land sköts. Mot slutet av sitt liv blev han rädd för att bli överlistad, övervunnen eller besegrad, och allt mer benägen att få ett bra ”nästa liv”. Genom hela sitt styre förföljdes Henrik av rädslan att han skulle störtas av en manstarkare armé än den han ledde till seger mot Rikard III. Även om han aldrig var riktigt populär, hade han när han dog vid 52 års ålder i april 1509, bringat fred och välstånd till England och gett landet ett rykte i Europa som det inte hade haft under föregående sekel. Han dog av tuberkulos i Richmond Palace.

## Eftermäle

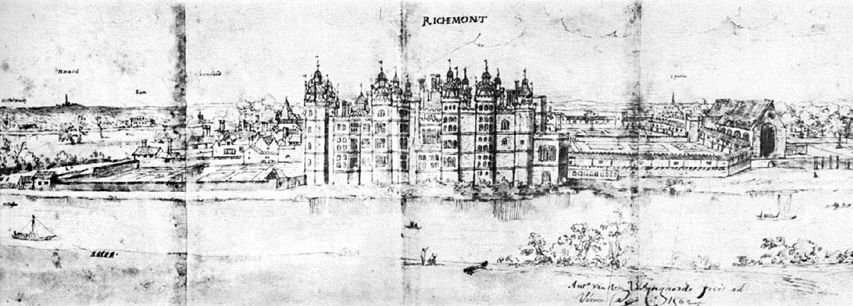
Henriks stora palats i Richmond som ritat av Antony van den Wyngaerde år 1555. Till höger ligger Sheen-palatsets gamla ruiner som brann ner vid jul 1498. Enbart Richmond Palaces grindstuga återstår.

Henrik VII:s dynastiska framgång har exemplifierats av två byggnader: Richmond Palace och hans kapell vid Westminster Abbey. Richmond Palace byggdes när hans favoritpalats, Sheen Palace vid Themsen, brann ner. Han bestämde sig för att ersätta Sheen med ett praktfullt residens i gotisk stil, byggt runt en stenlagd gårdsplan; inom två år var den nya byggnaden beboelig. Denna privata kungliga byggnad dekorerades med fjorton torn och ett exceptionellt stort antal fönster, även om den arkitektoniskt viktigaste delen var ett stort torn. Som krona på verket gav Henrik det nya palatset namnet Richmond i avsikt att föreviga namnet av grevskapet och äran av Richmond i Yorkshire, som hade varit hans innan han blev kung. Richmond Palace blev både Henrik VIII:s och Elisabet I:s favorittillhåll.
Trots att röda och vita rosen förenats till Tudorrosen, var Henrik angelägen om att framhäva sitt eget lancastriska arv genom att glorifiera den marterade Henrik VI. Han förstorade Westminster Abbey och tog ner Mariakapellet för att göra plats åt ett nytt imponerande kapell tillägnat Henrik VI, samtidigt som förhandlingar pågick med påven med målet att kanonisera densamme. I sitt testamente ålade Henrik VII sina goda män uppgiften att av den florentinske skulptören Pietro Torrigiano beställa gravar åt sin fru, sin moder och sig själv. Under Henrik VII:s styre upptäckte John Cabot Newfoundland, vilket blev Englands första koloni i Nya världen.

## Anfäder
|                       |  |  |  |  |  |  |  |                    |  |  |  |  |  |  |  |                                       |  |  |  |  |  |  |  | Maredudd ap Tudur                   |
|                       |  |  |  |  |  |  |  |                    |  |  |  |  |  |  |  |                                       |  |  |  |  |  |  |  |                                     |
|                       |  |  |  |  |  |  |  |                    |  |  |  |  |  |  |  | Owen Tudor                            |  |  |  |  |  |  |  |                                     |
|                       |  |  |  |  |  |  |  |                    |  |  |  |  |  |  |  |                                       |  |  |  |  |  |  |  |                                     |
|                       |  |  |  |  |  |  |  |                    |  |  |  |  |  |  |  |                                       |  |  |  |  |  |  |  | Margaret ferch Dafydd               |
|                       |  |  |  |  |  |  |  |                    |  |  |  |  |  |  |  |                                       |  |  |  |  |  |  |  |                                     |
|                       |  |  |  |  |  |  |  | Edmund Tudor       |  |  |  |  |  |  |  |                                       |  |  |  |  |  |  |  |                                     |
|                       |  |  |  |  |  |  |  |                    |  |  |  |  |  |  |  |                                       |  |  |  |  |  |  |  |                                     |
|                       |  |  |  |  |  |  |  |                    |  |  |  |  |  |  |  |                                       |  |  |  |  |  |  |  | Karl VI av Frankrike                |
|                       |  |  |  |  |  |  |  |                    |  |  |  |  |  |  |  |                                       |  |  |  |  |  |  |  |                                     |
|                       |  |  |  |  |  |  |  |                    |  |  |  |  |  |  |  | Katarina av Valois                    |  |  |  |  |  |  |  |                                     |
|                       |  |  |  |  |  |  |  |                    |  |  |  |  |  |  |  |                                       |  |  |  |  |  |  |  |                                     |
|                       |  |  |  |  |  |  |  |                    |  |  |  |  |  |  |  |                                       |  |  |  |  |  |  |  | Isabella av Bayern                  |
|                       |  |  |  |  |  |  |  |                    |  |  |  |  |  |  |  |                                       |  |  |  |  |  |  |  |                                     |
| Henrik VII av England |  |  |  |  |  |  |  |                    |  |  |  |  |  |  |  |                                       |  |  |  |  |  |  |  |                                     |
|                       |  |  |  |  |  |  |  |                    |  |  |  |  |  |  |  |                                       |  |  |  |  |  |  |  | John Beaufort, 1:e earl av Somerset |
|                       |  |  |  |  |  |  |  |                    |  |  |  |  |  |  |  |                                       |  |  |  |  |  |  |  |                                     |
|                       |  |  |  |  |  |  |  |                    |  |  |  |  |  |  |  | John Beaufort, 1:e hertig av Somerset |  |  |  |  |  |  |  |                                     |
|                       |  |  |  |  |  |  |  |                    |  |  |  |  |  |  |  |                                       |  |  |  |  |  |  |  |                                     |
|                       |  |  |  |  |  |  |  |                    |  |  |  |  |  |  |  |                                       |  |  |  |  |  |  |  | Margaret Holland                    |
|                       |  |  |  |  |  |  |  |                    |  |  |  |  |  |  |  |                                       |  |  |  |  |  |  |  |                                     |
|                       |  |  |  |  |  |  |  | Margareta Beaufort |  |  |  |  |  |  |  |                                       |  |  |  |  |  |  |  |                                     |
|                       |  |  |  |  |  |  |  |                    |  |  |  |  |  |  |  |                                       |  |  |  |  |  |  |  |                                     |
|                       |  |  |  |  |  |  |  |                    |  |  |  |  |  |  |  |                                       |  |  |  |  |  |  |  | John, 3:e Beauchamp av Bletso       |
|                       |  |  |  |  |  |  |  |                    |  |  |  |  |  |  |  |                                       |  |  |  |  |  |  |  |                                     |
|                       |  |  |  |  |  |  |  |                    |  |  |  |  |  |  |  | Margaret Beauchamp av Bletso          |  |  |  |  |  |  |  |                                     |
|                       |  |  |  |  |  |  |  |                    |  |  |  |  |  |  |  |                                       |  |  |  |  |  |  |  |                                     |
|                       |  |  |  |  |  |  |  |                    |  |  |  |  |  |  |  |                                       |  |  |  |  |  |  |  | Edith Stourton                      |
|                       |  |  |  |  |  |  |  |                    |  |  |  |  |  |  |  |                                       |  |  |  |  |  |  |  |                                     |

## Biografier
- Henry VII av S. B. Chrimes & George Bernard (1972).
- Henry VII av Jocelyn Hunt & Carolyn Towle (1998).
- Henry VII av Roger Turvey & Caroline Steinsberg (2000).
- The Son of Prophecy: Henry Tudor’s Road to Bosworth (1985) av David Rees, ISBN 0-85159-005-5.
- Winter King: The Dawn of Tudor England (2011) av Thomas Penn , Penguin UK, ISBN 978-1-84614-202-4

### Engelskt originalcitat
1. ↑  Adieu! Mine own dear spouse, my worthy lord!

The faithful love, that did us both continue

In marriage and peaceable concord,

Into your hands here I do resign,

To be bestowed on your children and mine;

Erst were ye father, now must ye supply

The mother's part also, for here I lie.